# Telmatobius latirostris
Espèce
Statut de conservation UICN

 EN A3ce; B1ab(iii) : En danger
Telmatobius latirostris est une espèce d'amphibiens de la famille des Telmatobiidae.

## Répartition
Cette espèce est endémique de Cutervo dans la province du même nom dans la région de Cajamarca dans le nord des Andes péruviennes. Elle se rencontre à environ 2 620 m d'altitude.

## Publication originale
- Vellard, 1951 : Estudio sobre batracios andinos. I. Grupo Telmatobius y formas afines. Memorias del Museo de Historia Natural Javier Prado, vol. 1, p. 1-98.